# Commelina paludosa
Commelina paludosa är en himmelsblomsväxtart som beskrevs av Carl Ludwig von Blume. Commelina paludosa ingår i släktet himmelsblommor, och familjen himmelsblomsväxter. Inga underarter finns listade.